# Willi Parchmann
Wilhelm „Willi“ Parchmann (* 18. Juni 1890 in Rostock; † 13. Mai 1943) war ein deutscher Politiker (NSDAP) und Forstwissenschaftler.

## Leben
Parchmann besuchte die Forstakademie in Eisenach und studierte von 1909 bis 1914 an der Universität Rostock. Von 1914 bis 1918 nahm er als Soldat am Ersten Weltkrieg teil. Im Anschluss wirkte er als Fürstlicher Oberförster in Aue und Wingeshausen, war Mitglied des Reichsforstwirtschaftsrates. Seit 1921 war er Vorsitzender des Reichsvereins für Privatforstbeamte Deutschlands. Seit 1933 war er Leiter der Abteilung Forstpolitik im Reichsministerium für Ernährung und Landwirtschaft. 1934 wurde er zum Ministerialrat ernannt, später zum Ministerialdirektor. Im 1934 gegründeten Reichsforstamt leitete Parchmann die Abteilung für Forst- und Holzwirtschaftspolitik.
Parchmann war von 1918 bis 1924 Mitglied der DNVP, von 1928 bis 1930 gehörte er der  Deutschvölkischen Freiheitspartei an. Von 1929 bis 1935 war er SA-Mitglied. Zum 1. Juni 1930 schloss er sich der NSDAP an (Mitgliedsnummer 262.778). Von 1930 bis Juni 1933 war Parchmann Kreisleiter der NSDAP im Kreis Wittgenstein (Westfalen). 1931 wurde er Fachreferent für Forstwirtschaft bei der NSDAP-Reichsleitung. Von 1932 bis zur Auflösung des Parlamentes im Herbst 1933 war er Abgeordneter des Preußischen Landtages. 1935 wurde Parchmann Mitglied der SS (SS-Nummer 254.636). Innerhalb der SS stieg er im April 1941 bis zum SS-Brigadeführer auf. Parchmann starb im Alter von 52 Jahren auf einer Dienstreise.